# Popow-Insel
Die Popow-Insel (russisch Остров Попова) ist eine Insel des Kaiserin-Eugenie-Archipels in der Peter-der-Große-Bucht im Japanischen Meer. Das rund 12 km² große Eiland befindet sich etwa 20 km südlich von Wladiwostok. Die Stark-Meerenge trennt sie von der 500 m nordöstlich gelegenen Insel Russki. Südlich der Popow-Insel liegt die Reineke-Insel.

## Beschreibung

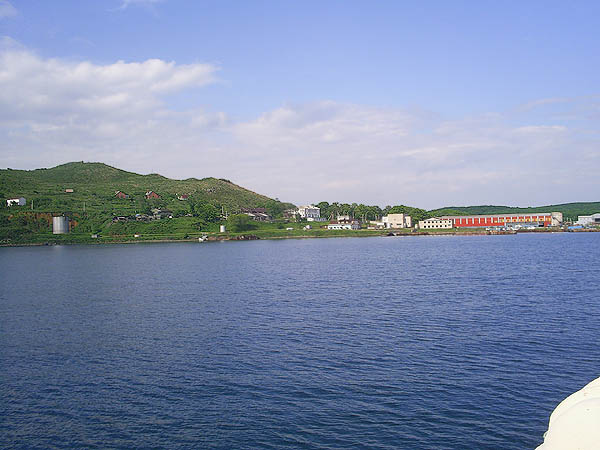
Blick auf das Dorf Popow (2009)

Nach der Insel Russki ist die Popow-Insel die zweitgrößte des Archipels. Sie wurde 1862 während einer Expedition unter Oberst W. M. Babkin vermessen und zu Ehren des russischen Admirals der Kaiserlich Russischen Marine Popow benannt. Einige militärische Befestigungsanlagen zur Verteidigung Wladiwostoks entstanden im ersten Drittel des 20. Jahrhunderts. Die Küstenbatterie Nr. 901, gebaut zwischen 1932 und 1933, ist für Besucher zugänglich. Im selben Zeitraum wurde wegen des Fischreichtums des Gebietes eine Fischkonservenfabrik errichtet. Fast die gesamte Inselbevölkerung war dort beschäftigt. 1926 wurde eine Pelzfarm eröffnet und die Insel entwickelte sich in den folgenden Jahren zum Industrie- und Wissenschaftszentrum der Gegend.
Das Relief ist typisch für die Region Primorje. Die höchste Erhebung beträgt 158 m. Die Küste prägen Sand- und Kiesstrände mit abwechselnd felsigen Klippen und Abhängen. Das Inselinnere ist von Hügeln und Ebenen bestimmt. Fast das gesamte Territorium wird von Laubwäldern bedeckt. Die Fauna der Unterwasserwelt ist vielseitig. Robben, Delfine, Wale und mehr als 250 Fischarten sowie Muscheln, Krabben, Seeigel, Garnelen u. a. bewohnen die Küstengewässer.
Das Klima der Insel ist geprägt von langen kalten Wintern und warmen Sommern. Die Durchschnittstemperatur des Monats Januar beträgt −12,5 °C, die des Augusts +20,5 °C.
Das Eiland ist touristisch erschlossen und die am meisten besuchte Insel der Peter-der-Große-Bucht. Auf der Insel befinden sich einige Restaurants und Erholungsheime. Die gleichnamige Siedlung städtischen Typs im südwestlichen Teil der Insel und das Dorf Stark im nördlichen Teil bewohnen etwa 1370 Menschen. Im Dorf Popowa befindet sich das Museum Natur des Meeres und ihr Schutz des Fernöstlichen Meeres-Naturreservats. Hier ist eine Mammutkopie ausgestellt, deren Original 1977 im Magadaner Permafrostboden komplett erhalten ausgegraben wurde. Im südlichen Teil liegt ein Botanischer Garten. Auf einer Insel in der  Alexejew-Bucht wird eine Meeresversuchsstation des Pazifik-Instituts der Fernöstlichen Abteilung der Russischen Akademie der Wissenschaften betrieben.
Die Insel ist von Wladiwostok aus nach ca. anderthalbstündiger Fährfahrt zu erreichen.